# 尚贤坊

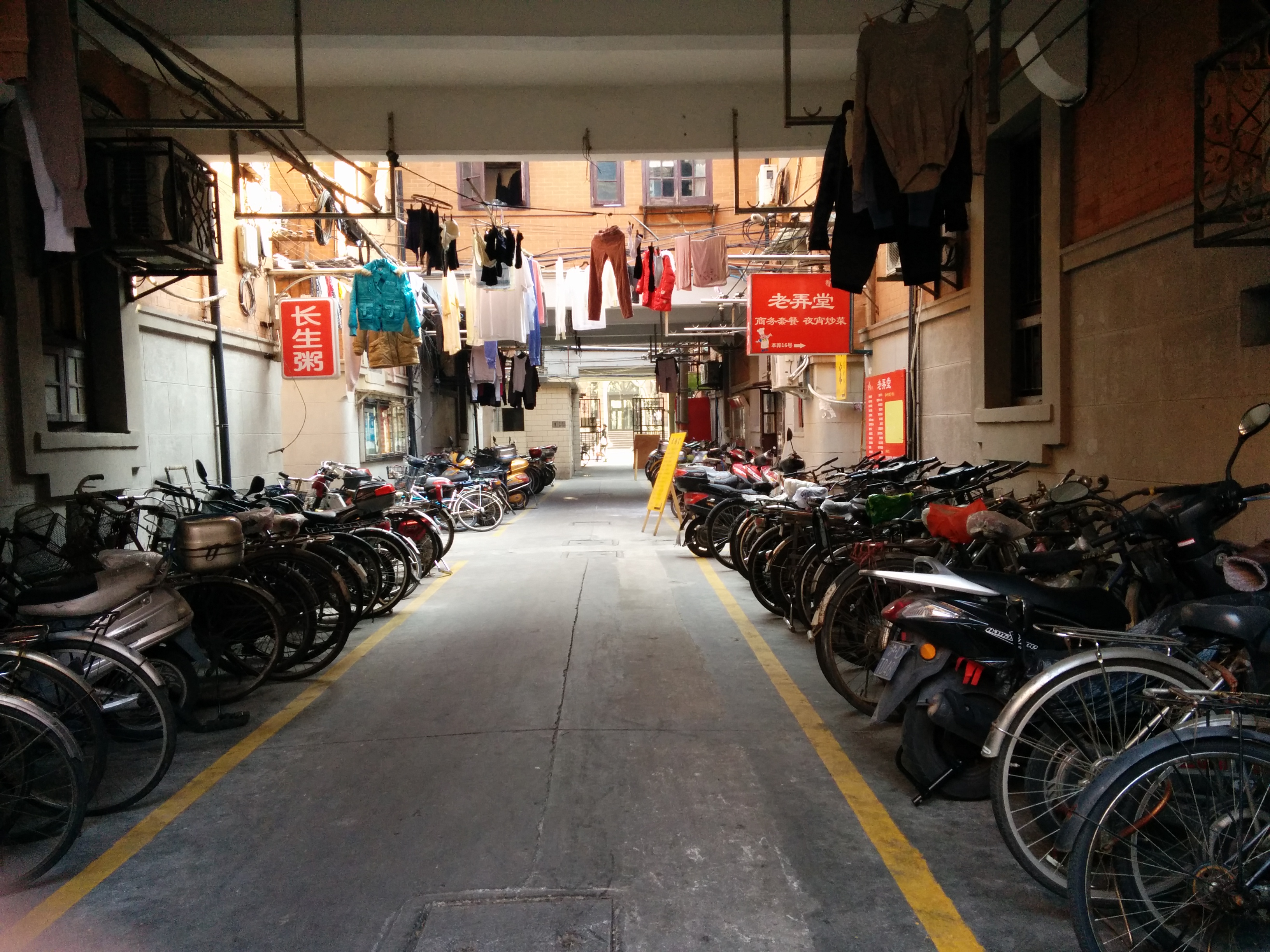
尚贤坊骑楼式主弄

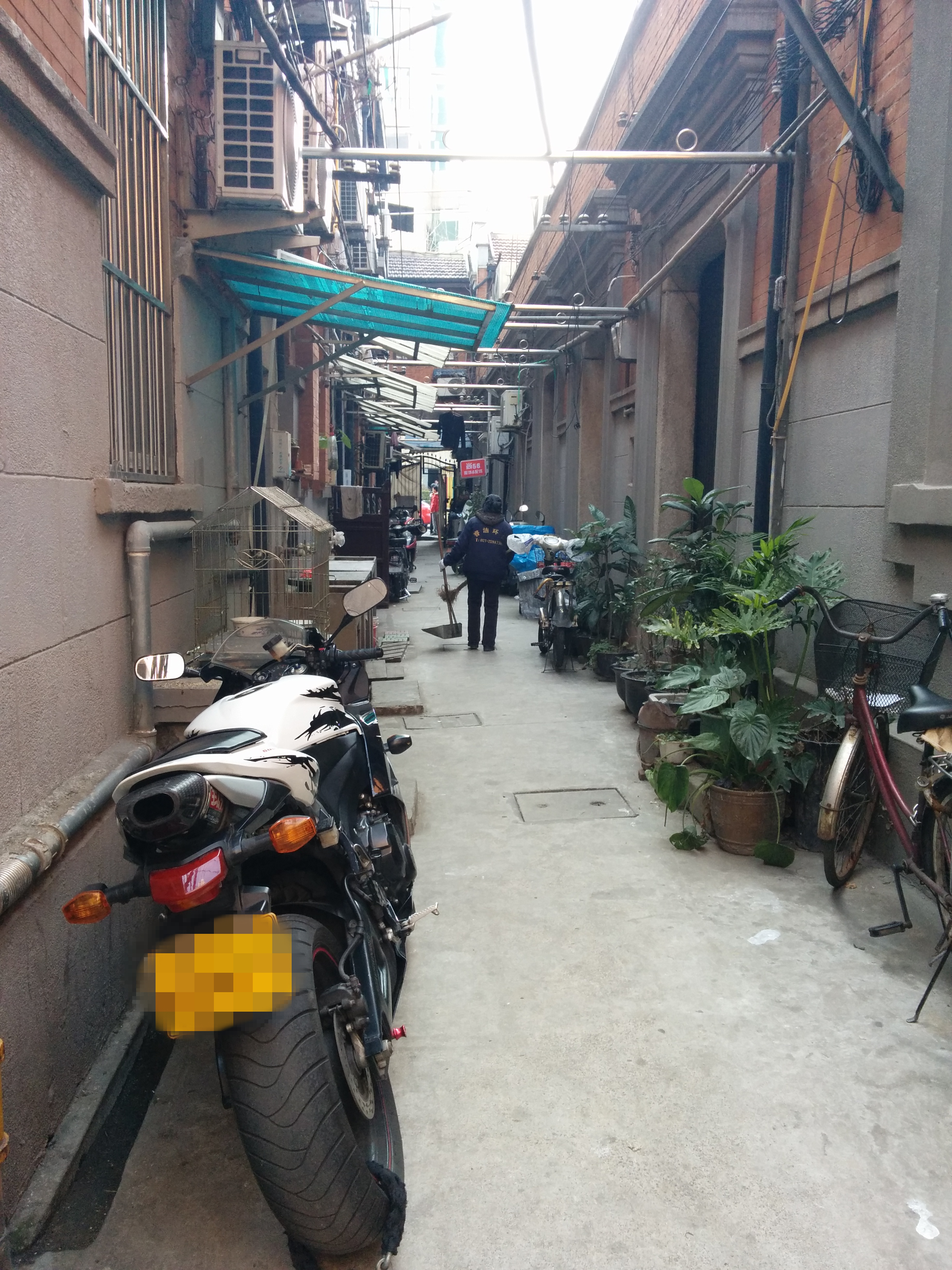
尚贤坊支弄，右侧为房屋黑漆大门入口

尚贤坊是位于中國上海黄浦区的一片旧式石库门里弄，在淡水路与马当路之间，南临淮海中路。其所在地原为尚贤堂的南草坪，后改建为石库门里弄。尚贤坊也是郁达夫与他之后的妻子王映霞初次邂逅的地方。他们曾于坊内的43号居住。
1989年9月，尚贤坊成为第一批上海市优秀历史建筑以及上海市文物保护单位。现在的尚贤坊不仅沿街已成为商铺，弄堂内也充斥着各种小店以及饭馆。

## 历史

### 尚贤堂
尚贤坊本身是法国天主教会的产业。尚贤坊也以当时在此的学术团体尚贤堂而得名。该学会因不仅信仰耶稣，而且尊崇孔子，故中文称“尚贤”，由美国社会活动家李佳白初创于北京。因位于北京的尚贤堂在义和团运动中被毁，故李佳白于1903年在上海霞飞路购地14亩重建。1917年，李佳白由于极力反对中国参战，经美国驻华公使要求，李佳白被中国当局驱逐出境，尚贤堂关闭。1921年，房地产开发商在原地皮上造起了一片石库门里弄住宅，并以尚贤堂之名命名。另有一说称尚贤坊建于1924年。

### 郁达夫夫妇
1926年年末开始，王映霞同孙百刚夫妇一起住在尚贤坊40号。1927年1月的一个星期五，郁达夫前往尚贤坊拜访其同学孙百刚，从而与王映霞相识。之后便一发不可收拾，多次趁着拜访孙宅的机会，与王映霞见面。郁达夫的再三求见也成为了当时中国文坛的一段爱情佳话。虽然当时，郁达夫已婚，但是仍与王相恋，并最终在上海结婚。

## 建筑风格
尚贤坊弄内有57幢两层楼房，共71幢，建筑面积9720平方米，占地6100平方米。主弄面对淮海中路，并有三条支弄，呈“丰”字形。总弄有俗称过街楼的骑楼，相比支弄较为宽广。房屋沿街为3层，底层为商店。沿街建筑立面有西班牙巴洛克式的风格，如三楼上的弧形山墙及阳台。弄内房屋均为两层，共4组联排式房屋，每排两端每幢为2开间，中间则为单开间。

### 石库门特色
尚贤坊虽然为典型的石库门里弄住宅，但其为新式还是旧式石库门却曾有争议。其实尚贤坊除了在用材、扶梯上有一些西洋元素外，如线脚、花纹等，自身形式与老式石库门并无太大差别。尚贤坊自身也是采用的砖木结构，外墙则采用清水红砖铺设，墙基有约1米高的水泥护壁。在房屋布置上，黑漆大门后为天井，客堂也采用了俗称为落地长窗的长隔扇，客堂后面有白漆屏门6扇。客堂后是灶披间（厨房）和后门。二层有客堂楼，灶间上是亭子间，再上面还有晒台。

## 改造利用

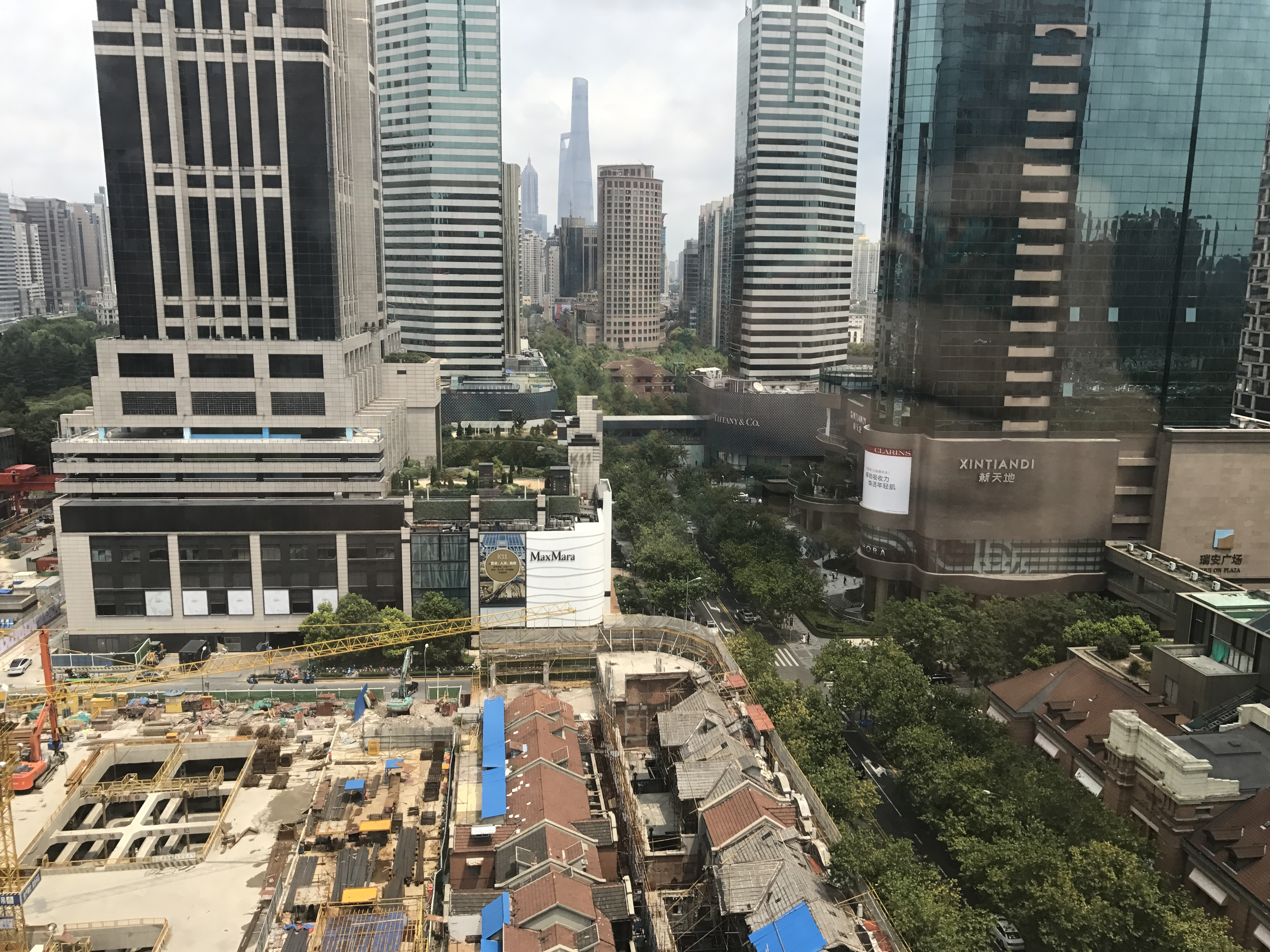
K11二期工程将尚贤坊内具有历史意义的两排石库门建筑拆除，只剩下靠近淮海中路的前两排（圖左下）。

目前，政府拟对尚贤坊进行保护性改造。项目由香港新世界集团负责开发，计划修缮南部两组房屋，落架重建北侧两组房屋。改建之后的尚贤坊将设置石库门旅馆，由此产生了一种石库门保护模式——尚贤坊模式。2014年，尚贤坊正式启动征收工作，并获得通过。2016年，征收工作完成，预计2017年项目开工。
2018年，有网友发现位于K11二期工程将尚贤坊内具有历史意义的两排石库门建筑拆除，只剩下靠近淮海中路的前两排。在舆论压力下，拆除工作被叫停。后来经过协商，开发商表示因为轨道交通14号线将从尚贤坊下方穿过，因而须对其中两排建筑采取构件整体拆卸复建的方式进行恢复。